# Série 1200 da CP
A Série 1200, também conhecida como Brissonneau, Flausina, ou Máquina de Costura, foi um tipo de locomotiva a tracção diesel-eléctrica, utilizada pela operadora ferroviária Comboios de Portugal. Esta série foi completamente abatida ao serviço, tendo algumas locomotivas sido vendidas a operadoras privadas, e outras exportadas para a Argentina.

## História

### Antecedentes e encomenda

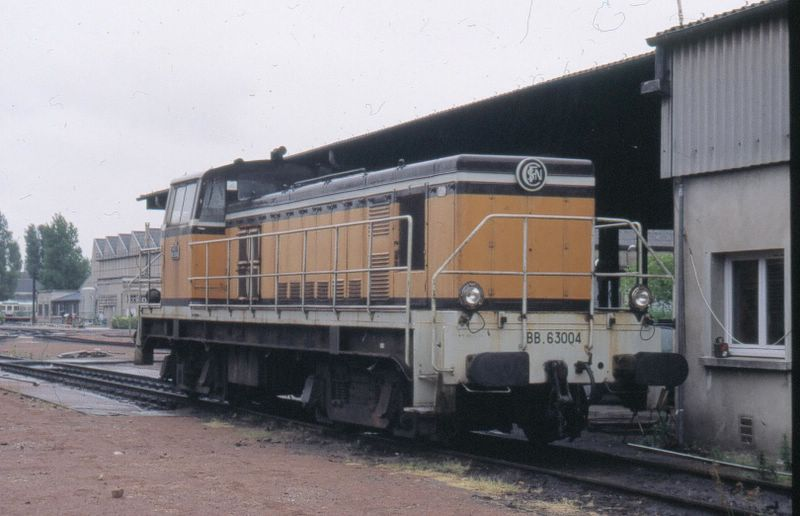
Uma locomotiva da Série BB 63000 da transportadora francesa Société Nationale des Chemins de Fer Français, na Estação de Saint-Pierre-des-Corps.

Em meados do século XX, a Companhia dos Caminhos de Ferro Portugueses procurou aumentar o seu parque de locomotivas a tracção diesel-eléctrica, de forma a substituir a frota de material motor no Sul de Portugal, até essa data constituída essencialmente por locomotivas a vapor. Devido à sua experiência com material motor diesel-eléctrico de origem norte-americana, decidiu adquirir várias locomotivas de média potência, apropriada para serviços regionais e de manobras. A sua escolha recaiu sobre o modelo 040 DE da construtora francesa Brissonneau & Lotz,, com motorização da Société Alsacienne de Constructions Mécaniques, já utilizadas em larga escala pelas operadoras francesa Société Nationale des Chemins de Fer Français, com a denominação de BB 63000, e espanhola Red Nacional de los Ferrocarriles Españoles, formando a Série 307.

### Fabrico e entrada ao serviço
As primeiras quinze locomotivas foram montadas totalmente em 1961, nas instalações da empresa Sociedades Reunidas de Fabricações Metálicas na Amadora, sob licença do construtor francês Brissonneau & Lotz. Receberam os números de origem 0210 a 0224, que foram alterados pela operadora portuguesa para 1201 a 1215. Estas foram as primeiras locomotivas a gásoleo a ser construídas em Portugal, e as primeiras de origem europeia a circular neste país.
No dia 7 de Março de 1961, realizou-se a viagem inaugural desta série, com a locomotiva n.º 1201 a rebocar um comboio composto por uma ambulância postal, também fabricada nas instalações da SOREFAME, um furgão, e uma carruagem salão. Na carruagem, viajaram os ministros da Economia e das Comunicações, e o director-geral da CP, Roberto de Espregueira Mendes, entre outras individualidades. A viagem decorreu entre as estações do Rego, Vila Franca de Xira e Santa Apolónia. Após a chegada a Santa Apolónia, às 10 horas e 55 minutos, deu-se a cerimónia da entrega oficial da locomotiva à CP, tendo ficado exposta ao público durante todo o dia. Nesta altura, previa-se que as catorze unidades restantes estariam ao serviço até Maio desse ano.
Alguns anos depois, esta companhia encomendou mais dez unidades, que foram entregues em 1961, e cuja denominação de fábrica, de 334 a 343, foi substituída pelos números 1216 a 1225.

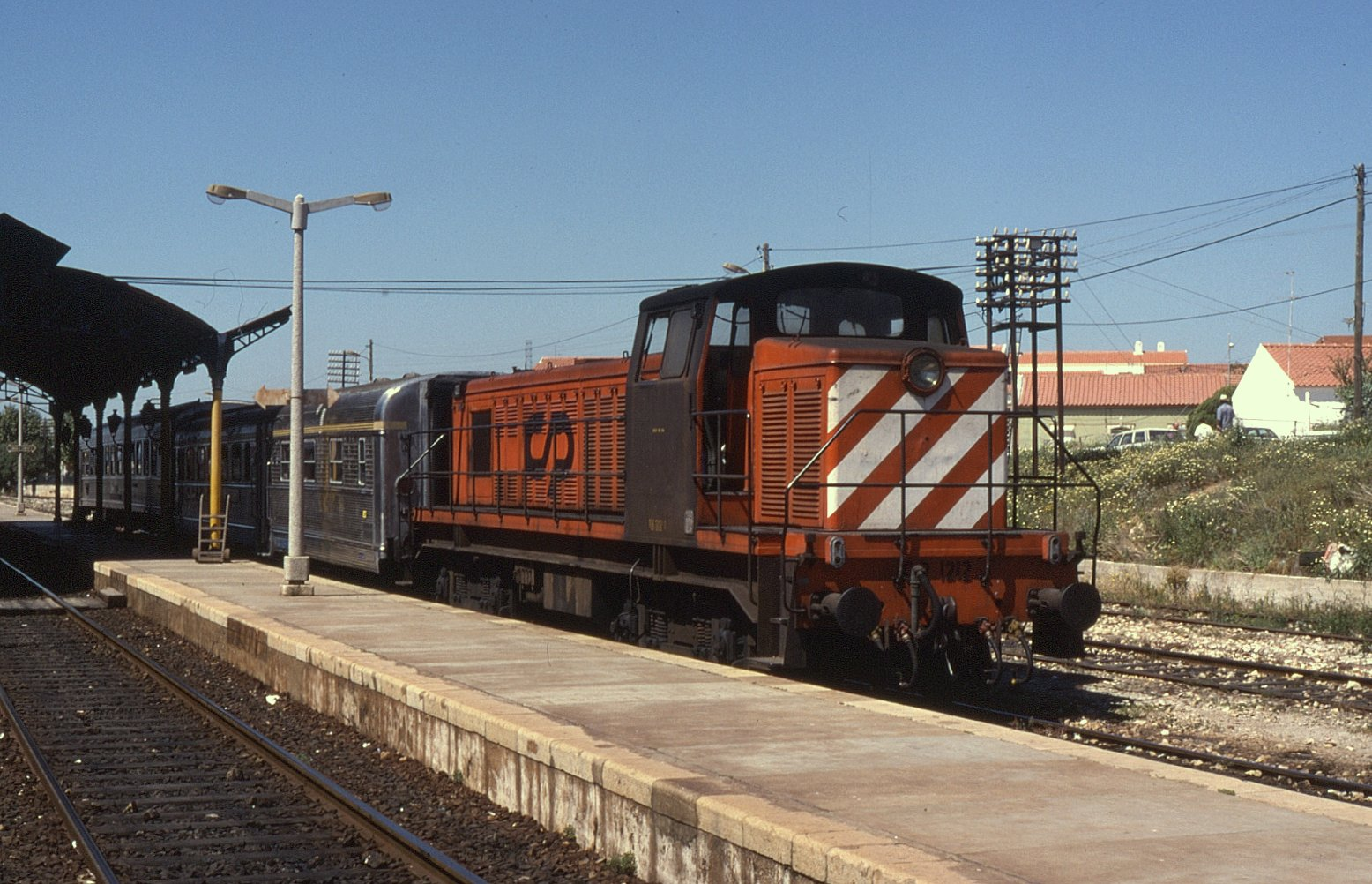
Locomotiva 1212 na Estação de Tunes, em 1999.

### Serviço
Na década de 1960, foram colocadas no Entroncamento, com o propósito de substituírem as locomotivas a vapor da Série 501 a 508 nos serviços omnibus nas linhas do Alto Alentejo. No entanto, revelaram-se insuficientes para vencer a pendente do Alto do Padrão, na Linha do Leste, pelo que as locomotivas a vapor voltaram a ser utilizadas nestes percursos. Em meados de 1966, foram transferidas do depósito do Entroncamento, onde já não eram necessárias, para a zona Sul, com o propósito de substituir as locomotivas a vapor. Por exemplo, em 1968 renderam a Série 201 a 224 nos comboios mistos entre Évora e Mora.
Desde logo, assenhorearam-se dos comboios na Linha do Algarve, tendo levado ao afastamento das automotoras Nohab, apenas alguns anos após a sua introdução. O seu domínio no Algarve durou cerca de trinta e três anos, tendo rebocado principalmente as carruagens B600, ou as Budd de primeira classe, e os furgões DF500, uma vez que estavam equipadas com freio a vácuo. Também foram responsáveis pelo lanço entre Tunes e Lagos dos comboios Especiais de Fim de Semana, que ligavam o Barreiro a Lagos, uma vez que as locomotivas das séries 1500 e 1520, que faziam o resto do percurso, não podiam circular pela Ponte Ferroviária de Portimão, devido às restrições de peso. Entre 1988 e 1994, a CP organizou um serviço Intercidades de Verão, ligando o Barreiro a Lagos em carruagem directa, sendo estes comboios rebocados até Tunes por locomotivas da Série 1800, e até Lagos pelas Brissoneau. Também rebocaram comboios de mercadorias, tendo sido responsáveis por um serviço que transportava adubos desde Lagos e cortiça desde Silves até Tunes, levando trigo no sentido contrário.
Em 1998, foram equipadas com freio dual, no Barreiro.

### Declínio e fim dos serviços

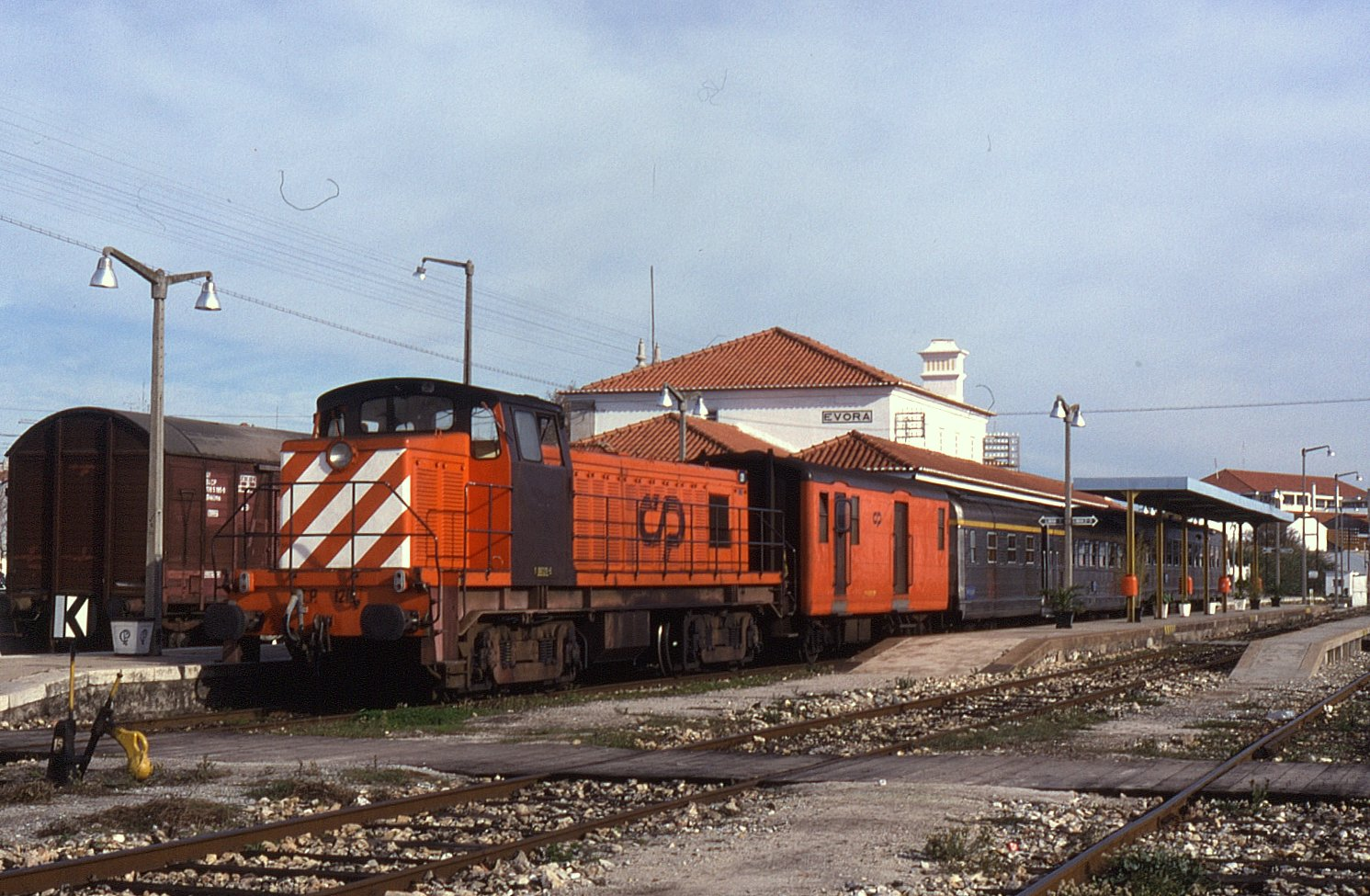
Locomotiva 1211 na Estação de Évora, em 1993.

Com a chegada do novo horário de Verão de 1999, terminaram os serviços destas locomotivas no Algarve, tendo sido conduzidas de Tunes ao Barreiro em duas marchas. Foram substituídas pelas locomotivas da Série 1400 nas linhas mais acidentadas e pelas automotoras da Séries 0600 e 0650, tendo sido relegadas a serviços de manobras nalgumas estações maiores.
Em 2001, só restavam doze locomotivas ao serviço, tendo as restantes sofrido avarias ou acidentes graves. Algumas das locomotivas foram vendidas a operadores de obras ferroviárias, como a 1202, que foi adquirida pela Fergrupo. Posteriormente, a série foi totalmente abatida ao serviço da CP.
Em Novembro de 2005, estava previsto o embarque, até Abril de 2007, de doze locomotivas da Série 1200 para a Argentina, no âmbito de um plano de venda de material circulante da operadora Comboios de Portugal para aquele país. Antes de ser enviado, o material foi alvo de obras de reparação na Empresa de Manutenção de Equipamento Ferroviário. Naquela altura, as locomotivas 1223 e 1207 estavam sem bogies para se proceder a uma regulação na bitola, prevendo-se que a 1205 fosse a próxima a sofrer aquela modificação. Em Agosto, já tinha terminada a revisão, no Grupo Oficinal do Barreiro, do primeiro grupo de material a gasóleo a ser exportado para a Argentina, fazendo parte deste lote as locomotivas 1205, 1212, 1217, 1218, 1221 e 1223. O envio estava previsto para o final desse mês, mas foi adiado para Setembro. Porém, devido a várias complicações de ambas as partes, o embarque foi novamente atrasado, tendo-se previsto a saída do material na primeira semana de Janeiro do ano seguinte, a partir do Porto de Setúbal.

## Caracterização

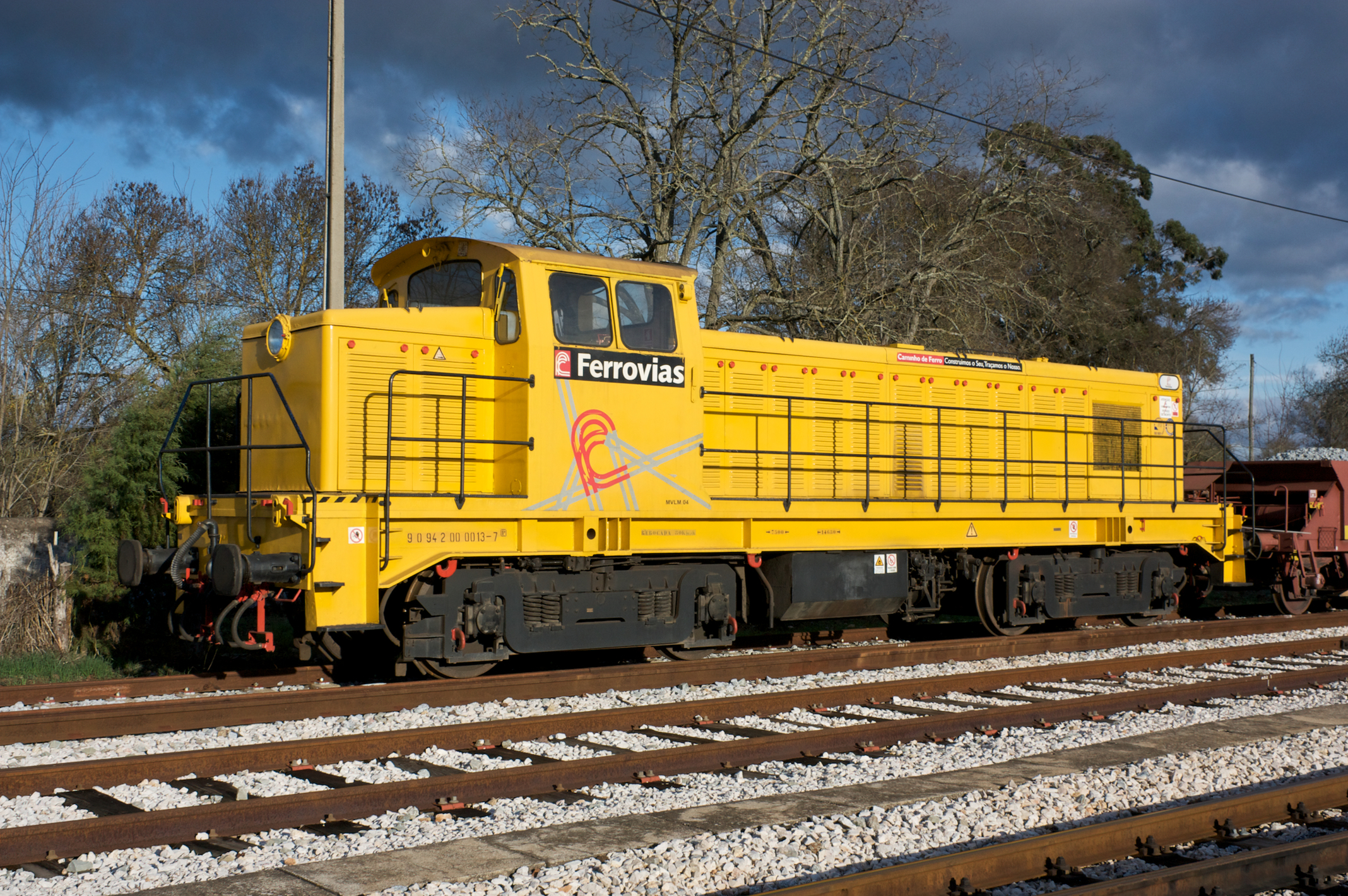
Locomotiva MVLM 04 (ex CP 1204) da operadora Ferrovias.

Foram pintadas de origem com um esquema oficial de cores azul escuro, com uma linha branca no topo, e uma zona vermelha entre os pára-choques, tendo sido as primeiras locomotivas da Companhia dos Caminhos de Ferro Portugueses que receberam esta decoração; adoptaram, posteriormente, o novo esquema desta operadora, com as cores laranja, branco e castanho. A locomotiva número 1204 recebeu, novamente, o seu esquema original, para a sua futura preservação no Museu Nacional Ferroviário.
Apesar das suas reduzidas potência e velocidade máxima as tornar mais propícias para serviços de manobras do que de linha, foram, desde o início da sua actividade, utilizadas em ambos os tipos de operações, tendo assegurado serviços Regionais entre Entroncamento e Abrantes, e Elvas e Badajoz, na Linha do Leste, entre o Barreiro e Casa Branca, na Alentejo, entre o Barreiro e a Funcheira, na Linha do Sul, e em toda a Linha do Algarve; também rebocaram composições suburbanas na Margem Sul do Tejo, entre o Barreiro, Setúbal, e Praias-Sado, e asseguraram, temporariamente, os serviços regionais e de outros tipos durante as obras de electrificação do troço entre as Estações de Vila Nova de Gaia e Porto-Campanhã. Foram, igualmente, utilizadas em manobras nas Estações de Santa Apolónia, Rossio e Campolide.
Os motores, do tipo MGO, possuíam 825 CV de potência, e foram construídos pela Société Alsacienne de Constructions Mécaniques, em Mulhouse, na França. Por seu turno, o equipamento eléctrico foi fabricado pela Brissonneau & Lotz.
Podiam atingir uma velocidade máxima de 80 km/h. Possuíam 2 bogies, cada um com 2 eixos motores.

## Ficha técnica
- Informações diversas
  - Tipo de freio: Dual[1]

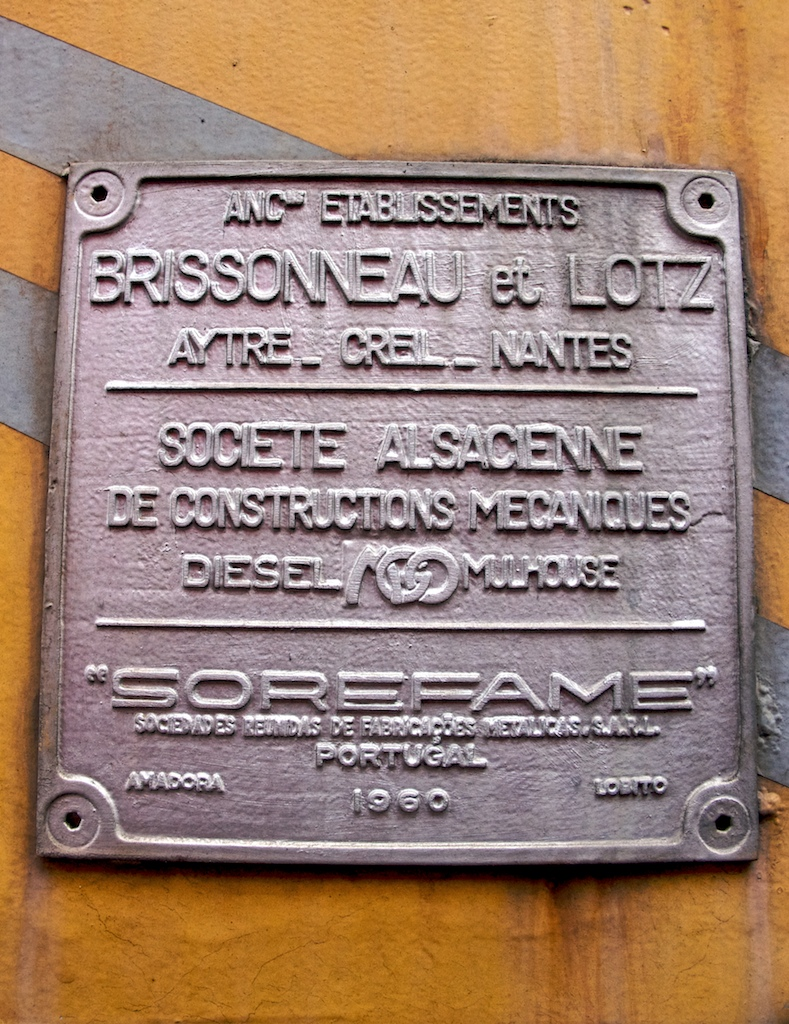
Pormenor da placa dos fabricantes, afixada numa locomotiva da antiga Série 1200.

  - Ano de entrada ao serviço: 1961 - 1964[5]
  - Tipo de tracção: Diesel-eléctrica[10]
  - Natureza do serviço: Linha e Manobras[10]
  - Bitola de via: 1668 mm[5]
  - Licença de construção: Brissonneau & Lotz[5]
  - Nº de unidades construídas: 25 (1201-1225)[10][6][1]
- Partes mecânicas
  - Fabricante: Sociedades Reunidas de Fabricações Metálicas[10]
- Características gerais
  - Tipo da locomotiva (construtor): 040 DE[2]
  - Potência nominal (rodas): 600 Cv / 442 kW[10]
  - Disposição dos rodados: Bo' Bo'[14]
- Características de funcionamento
  - Velocidade máxima: 80 km/h[10]
- Motor diesel de tracção
  - Potência nominal (U. I. C.): 825 cv[14]

## Lista de material

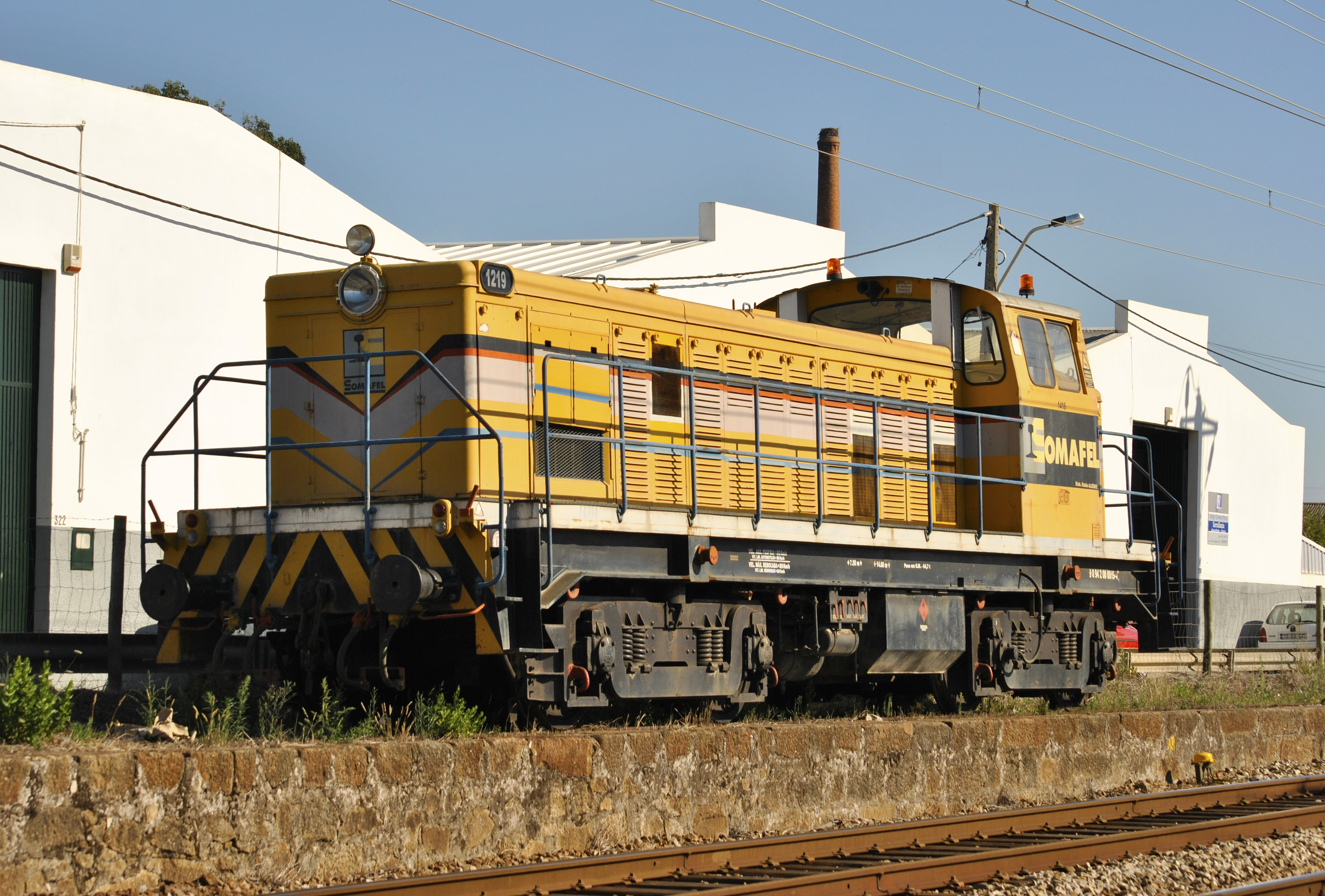
Locomotiva 1219 ao serviço da Somafel, na Estação de Esmoriz, em 2013.

| :  | qt. | estado                   |
| -- | --- | ------------------------ |
| ⏩︎ | 8   | vendidas, em Portugal    |
| ⏭︎  | 8   | vendidas, no estrangeiro |
| ⛛︎  | 8   | abatidas                 |
| ✖︎  | 1   | demolida                 |
| 25 | 25  | (total)                  |

| №    | :  | a           | observações                                       |
| ---- | -- | ----------- | ------------------------------------------------- |
| 1201 | ⏭︎  | 2009        | Ao serviço da Ferrobaires (Argentina).            |
| 1202 | ⏩︎ | 2005        | Ao serviço da Fergrupo.                           |
| 1203 | ⛛︎  | 2003        | Parqueada no Barreiro.                            |
| 1204 | ⏩︎ | 2009        | Ao serviço da Ferrovias.                          |
| 1205 | ⏭︎  | 2011        | Ao serviço da Trenes de Buenos Aires (Argentina). |
| 1206 | ⏩︎ | 2004        | Ao serviço da Somafel.                            |
| 1207 | ⏭︎  | 2010        | Ao serviço da Ferrobaires (Argentina).            |
| 1208 | ⏩︎ | 2009        | Ao serviço da Ferrovias.                          |
| 1209 | ⏩︎ | 2013        | Ao serviço da Ferrovias.                          |
| 1210 | ⏩︎ | 2009        | Ao serviço da Somafel.                            |
| 1211 | ⛛︎  | 2009        | Parqueada no Barreiro.                            |
| 1212 | ⏭︎  | 2007        | Enviada para a Argentina.                         |
| 1213 | ⛛︎  | 2009        | Parqueada no Barreiro.                            |
| 1214 | ⛛︎  | 2009        | Parqueada no Barreiro.                            |
| 1215 | ✖︎  | [ quando? ] | Abatida após acidente junto a Estômbar.           |
| 1216 | ⛛︎  | 2001        | Parqueada.                                        |
| 1217 | ⏭︎  | 2007        | Enviada para a Argentina.                         |
| 1218 | ⏭︎  | 2007        | Enviada para a Argentina.                         |
| 1219 | ⏩︎ | 2013        | Ao serviço da Somafel.                            |
| 1220 | ⏩︎ | 2007        | Ao serviço da Somafel.                            |
| 1221 | ⏭︎  | 2007        | Enviada para a Argentina.                         |
| 1222 | ⛛︎  | 2008        | Parqueada no Barreiro.                            |
| 1223 | ⏭︎  | 2007        | Enviada para a Argentina.                         |
| 1224 | ⛛︎  | 2004        | Parqueada no Barreiro.                            |
| 1225 | ⛛︎  | 2004        | Parqueada no Barreiro.                            |